# Розенберг, Адольф
Адо́льф Ро́зенберг (нем. Adolf Rosenberg; 1850—1906) — немецкий историк изящных искусств.

## Избранная библиография
- «Gesch. der modernen Kunst» (2-е изд. 1893);
- «Die Kupferstich in der Schule und unter dem Einflusse des.Rubens» (1893);
- «Aus der Düsseldorfer Malerschule. Studien und Skizzen» (1890);
- серия очерков и биографий старых мастеров — Гиберти, Донателло, Сансовино, Тенирса, Ватто, Рубенса, Рембрандта, Леонардо да Винчи;
- «Handbuch der Kunstgeschichte» (1902)